# Coppa del Mondo di combinata nordica 2020
La Coppa del Mondo di combinata nordica 2020, trentasettesima edizione della manifestazione organizzata dalla Federazione Internazionale Sci, è iniziata il 29 novembre 2019 a Kuusamo, in Finlandia, e si è conclusa il 7 marzo 2020 a Oslo Holmenkollen, in Norvegia.
Sono state disputate 20 delle 24 gare in programma, in 9 diverse località: 17 individuali Gundersen e 3 a squadre (una gara a squadre 4x5 km, due sprint a squadre 2x7,5 km); 8 gare si sono svolte su trampolino normale, 12 su trampolino lungo.
Il norvegese Jarl Magnus Riiber si è aggiudicato la coppa di cristallo, il trofeo assegnato al vincitore della classifica generale. Non sono state stilate classifiche di specialità; Riiber era il detentore uscente della Coppa generale.

## Risultati
| Data                   | Località                | Nazione   | Trampolino                  | Spec.            | Primo                                                                         | Secondo                                                            | Terzo                                                             |
| ---------------------- | ----------------------- | --------- | --------------------------- | ---------------- | ----------------------------------------------------------------------------- | ------------------------------------------------------------------ | ----------------------------------------------------------------- |
| Ruka Triple            |                         |           |                             |                  |                                                                               |                                                                    |                                                                   |
| 29 novembre 2019       | Kuusamo                 | Finlandia | Rukatunturi HS142           | IN LH/5 km       | Jarl Magnus Riiber                                                            | Espen Bjørnstad                                                    | Jens Lurås Oftebro                                                |
| 30 novembre 2019       | Kuusamo                 | Finlandia | Rukatunturi HS142           | IN LH/10 km      | Jarl Magnus Riiber                                                            | Vinzenz Geiger                                                     | Jens Lurås Oftebro                                                |
| 1º dicembre 2019       | Kuusamo                 | Finlandia | Rukatunturi HS142           | IN LH/10 km      | Jarl Magnus Riiber                                                            | Jørgen Graabak                                                     | Jens Lurås Oftebro                                                |
| 7 dicembre 2019        | Lillehammer             | Norvegia  | Lysgårdsbakken HS140        | IN LH/10 km      | Jarl Magnus Riiber                                                            | Jørgen Graabak                                                     | Fabian Rießle                                                     |
| 8 dicembre 2019        | Lillehammer             | Norvegia  | Lysgårdsbakken HS140        | IN LH/10 km      | Jarl Magnus Riiber                                                            | Jørgen Graabak                                                     | Vinzenz Geiger                                                    |
| 21 dicembre 2019       | Ramsau am Dachstein     | Austria   | W90-Mattensprunganlage HS98 | IN NH/10 km      | Vinzenz Geiger                                                                | Jarl Magnus Riiber                                                 | Fabian Rießle                                                     |
| 22 dicembre 2019       | Ramsau am Dachstein     | Austria   | W90-Mattensprunganlage HS98 | IN NH/10 km      | Jarl Magnus Riiber                                                            | Jørgen Graabak                                                     | Vinzenz Geiger                                                    |
| 10 gennaio 2020        | Val di Fiemme           | Italia    | Giuseppe Dal Ben HS104      | IN NH/10 km      | Jarl Magnus Riiber                                                            | Vinzenz Geiger                                                     | Jørgen Graabak                                                    |
| 11 gennaio 2020        | Val di Fiemme           | Italia    | Giuseppe Dal Ben HS104      | IN NH/10 km      | Vinzenz Geiger                                                                | Jarl Magnus Riiber                                                 | Jørgen Graabak                                                    |
| 12 gennaio 2020        | Val di Fiemme           | Italia    | Giuseppe Dal Ben HS104      | T SP NH/2x7,5 km | Norvegia I Jørgen Graabak Jarl Magnus Riiber                                  | Germania I Fabian Rießle Vinzenz Geiger                            | Austria II Lukas Greiderer Martin Fritz                           |
| 25 gennaio 2020        | Oberstdorf              | Germania  | Schattenberg HS140          | T LH/4x5 km      | Norvegia Espen Bjørnstad Jens Lurås Oftebro Jørgen Graabak Jarl Magnus Riiber | Germania Fabian Rießle Johannes Rydzek Manuel Faißt Vinzenz Geiger | Giappone Akito Watabe Ryōta Yamamoto Hideaki Nagai Yoshito Watabe |
| 26 gennaio 2020        | Oberstdorf              | Germania  | Schattenberg HS140          | IN LH/10 km      | Jarl Magnus Riiber                                                            | Jens Lurås Oftebro                                                 | Franz-Josef Rehrl                                                 |
| Nordic Combined Triple |                         |           |                             |                  |                                                                               |                                                                    |                                                                   |
| 31 gennaio 2020        | Seefeld in Tirol        | Austria   | Toni Seelos HS109           | IN NH/5 km       | Jarl Magnus Riiber                                                            | Vinzenz Geiger                                                     | Jørgen Graabak                                                    |
| 1º febbraio 2020       | Seefeld in Tirol        | Austria   | Toni Seelos HS109           | IN NH/10 km      | Jarl Magnus Riiber                                                            | Jørgen Graabak                                                     | Vinzenz Geiger                                                    |
| 2 febbraio 2020        | Seefeld in Tirol        | Austria   | Toni Seelos HS109           | IN NH/15 km      | Jarl Magnus Riiber                                                            | Jørgen Graabak                                                     | Vinzenz Geiger                                                    |
| 8 febbraio 2020        | Otepää                  | Estonia   | Tehvandi HS100              | IN NH/10 km      | annullata                                                                     | annullata                                                          | annullata                                                         |
| 9 febbraio 2020        | Otepää                  | Estonia   | Tehvandi HS100              | IN NH/10 km      | annullata                                                                     | annullata                                                          | annullata                                                         |
| 22 febbraio 2020       | Trondheim               | Norvegia  | Granåsen HS138              | IN LH/10 km      | Jarl Magnus Riiber                                                            | Jørgen Graabak                                                     | Ilkka Herola                                                      |
| 23 febbraio 2020       | Trondheim               | Norvegia  | Granåsen HS138              | IN LH/10 km      | Jarl Magnus Riiber                                                            | Jens Lurås Oftebro                                                 | Espen Bjørnstad                                                   |
| 29 febbraio 2020       | Lahti                   | Finlandia | Salpausselkä HS130          | T SP LH/2x7,5 km | Norvegia I Jørgen Graabak Jarl Magnus Riiber                                  | Germania I Terence Weber Manuel Faißt                              | Germania II Johannes Rydzek Vinzenz Geiger                        |
| 1º marzo 2020          | Lahti                   | Finlandia | Salpausselkä HS130          | IN LH/10 km      | Akito Watabe                                                                  | Jørgen Graabak                                                     | Vinzenz Geiger                                                    |
| 7 marzo 2020           | Oslo Holmenkollen       | Norvegia  | Holmenkollen HS134          | IN LH/10 km      | Jarl Magnus Riiber                                                            | Fabian Rießle                                                      | Ilkka Herola                                                      |
| 14 marzo 2020          | Schonach im Schwarzwald | Germania  | Langenwaldschanze H106      | IN NH/10 km      | annullata                                                                     | annullata                                                          | annullata                                                         |
| 15 marzo 2020          | Schonach im Schwarzwald | Germania  | Langenwaldschanze H106      | IN NH/15 km      | annullata                                                                     | annullata                                                          | annullata                                                         |

Legenda:

IN = individuale Gundersen

SP = sprint

T = gara a squadre

NH = trampolino normale

LH = trampolino lungo

## Classifiche

### Generale
| Pos. | Nome               | Nazione   | Punti |
| ---- | ------------------ | --------- | ----- |
| 1    | Jarl Magnus Riiber | Norvegia  | 1586  |
| 2    | Jørgen Graabak     | Norvegia  | 1106  |
| 3    | Vinzenz Geiger     | Germania  | 917   |
| 4    | Jens Lurås Oftebro | Norvegia  | 790   |
| 5    | Fabian Rießle      | Germania  | 658   |
| 6    | Espen Bjørnstad    | Norvegia  | 606   |
| 7    | Eric Frenzel       | Germania  | 565   |
| 8    | Ilkka Herola       | Finlandia | 564   |
| 9    | Akito Watabe       | Giappone  | 449   |
| 10   | Manuel Faißt       | Germania  | 418   |

### Nazioni
| Pos. | Nazione     | Punti |
| ---- | ----------- | ----- |
| 1    | Norvegia    | 5660  |
| 2    | Germania    | 3826  |
| 3    | Austria     | 2517  |
| 4    | Giappone    | 1311  |
| 5    | Finlandia   | 1054  |
| 6    | Italia      | 622   |
| 7    | Francia     | 368   |
| 8    | Rep. Ceca   | 305   |
| 9    | Estonia     | 56    |
| 10   | Stati Uniti | 55    |